# Kahoot!
Kahoot! is een onderwijsplatform uit Noorwegen. Kahoot! werkt met multiple choice-quizzen genaamd kahoots. Gebruikers hoeven niet geregistreerd te zijn om aan een kahoot deel te nemen, maar er is wel een registratie vereist om zelf kahoots te maken.
Kahoot! is begonnen als een project tussen Mobitroll en de Technisch-natuurwetenschappelijke Universiteit van Noorwegen, maar is nu een op zichzelf staand bedrijf genaamd Kahoot! AS.
In juli 2020 had Kahoot! 1,3 miljard actieve gebruikers die 100 miljoen quizzen hadden gemaakt.

## Eigenaar
In juli 2023 werd Kahoot overgenomen door Goldman Sachs Asset Management.